# Scooby Doo (singolo)
Scooby Doo è un singolo del gruppo musicale italiano Pinguini Tattici Nucleari, pubblicato il 13 novembre 2020 come secondo estratto dal secondo EP Ahia! per l'etichetta Sony Music.

## Descrizione
Il titolo fa riferimento al personaggio Scooby-Doo dell'omonima serie horror per bambini. Riccardo Zanotti, autore del brano, ha dichiarato di essersi ispirato per il testo ad alcune ragazze che ha conosciuto nel corso della sua vita, sottolineando «che spesso i mostri più spaventosi non sono altro che persone normali con indosso delle maschere».

## Tracce
1. Scooby Doo – 2:59 (Riccardo Zanotti, Giorgio Pesenti, Marco Ravello)

## Classifiche

### Classifiche settimanali
| Classifica (2021) | Posizione massima |
| ----------------- | ----------------- |
| Italia            | 2                 |

### Classifiche di fine anno
| Classifica (2021) | Posizione |
| ----------------- | --------- |
| Italia            | 32        |